# Saliha Dilaşub szultána
Saliha Dilaşub szultána a harmadik felesége és kedvenc asszonya [forrás?] Ibrahim oszmán szultánnak, II. Szulejmán oszmán szultán édesanyja.
1627-ben született, eredeti neve Katerina volt. Ő  volt az egyetlen a tíz feleség közül aki 1300 akcsét kapott egy nap.
Miután Ibrahimot letaszították a trónról, és helyette a fiát, a hat éves IV. Mehmed oszmán szultán-t ültették trónra, a Valide szultána továbbra is Kösem maradt.
Mivel ekkor Mehmed anyja, Turhan Hatidzse szultána még csak 21 éves volt, ám Turhan szultána nem akarta elfogadni, így Kösem, Salihát és annak fiát akarta trónra ültetni.
Fia II. Szulejmán 1687-1691-ig uralkodott.
Saliha szultána 1689-ben hunyt el.

## Gyermekei
- II. Szulejmán  (1642–1691)
- Ümmügülsüm szultána (1642–1655)
- Ayşe szultána (1646–?)